# 雪地靈犬
《雪地靈犬》是一部美國真人動畫電影。本片採用真人與動畫來分別演出，真人演出部分在紐約中央公園拍攝，於1995年12月23日於美國上映。《雪地靈犬》曾經獲得青年藝術家獎提名，及5项安妮奖提名。《雪地靈犬》的劇情以1925年血清運送行動為蓝本，並進行大量改編。此電影是史蒂文·斯皮尔伯格的工作室安培林動畫部門 （页面存档备份，存于）的第三部也是最後一部動畫電影。雖然《雪地靈犬》的票房在當年因為皮克斯動畫工作室的电影《玩具總動員》的亮眼表現而顯得黯然失色，但之後在家庭錄像 （页面存档备份，存于）銷售上的成功，促成了以錄影帶首映形式出售的兩部續集：《雪地靈犬2》（2002年）、《雪地靈犬3》（2004年）。遗憾的是，沒有一位配音演員在續集回歸。

## 劇情簡介
基于史实改編，在1925年，偏遠的阿拉斯加州諾姆小鎮中，突如其来爆發的嚴重傳染病：白喉，使城鎮中的不少孩子性命危在旦夕。在医院缺乏抗毒血清的情況下，這個冰封小鎮，只能依靠狗拉雪橇的方式，從遠在600英里外的尼纳纳運送血清至諾姆。然而，運送血清的雪橇犬们卻迷失在了暴風雪中，巴尔托（Balto）是否能找到失聯的雪橇隊，及時將血清送往焦急等待的諾姆居民手中呢？

## 与史实不符处
- 这部电影将Balto（1919年-1933年3月14日）描绘成一只棕灰色的狼狗。实际上，Balto 是纯种西伯利亚哈士奇犬，颜色为黑白相间。在克利夫兰自然历史博物馆 （页面存档备份，存于）展出时，Balto的颜色由于曝光而变成了棕色。

- Balto从来不是电影中所展示的流浪狗，而是出生在著名牧羊人和饲养员莱昂哈德·塞帕拉（Leonhard Seppala （页面存档备份，存于））拥有的狗舍里，他一直抚养和训练他，直到Balto被认为适合成为一只雪橇犬。

- 雪橇运药实际上是一场接力。Balto不是第一个，也不是惟一一个团队的领导者，而是计划成为由狗Fox领导的倒数第二队的一员。这支队伍由Seppala的好朋友贡纳尔·卡森（Gunnar Kaasen （页面存档备份，存于））驾驶。尽管他们原定将血清交给最后一支队伍，但由于种种原因，Kaasen决定继续前进。他们最终成为最后一支将药物运送到诺姆的队伍。最长和最危险的距离则是由Seppala和狗Togo （页面存档备份，存于）领导的第18及倒数第三队（1913年10月17日-1929年 12月5日）。然而，围绕着Balto在Kaasen的团队中作为领头犬的使用引起了相当大的争议，包括当时许多赶狗拉雪橇者及其他人怀疑他真正领导团队的说法，主要是基于狗的记录，最多是与Fox共同领导。在1925年之前，Seppala没有使用他作为跑步或比赛的领导者的记录，并且Seppala自己也说Balto “从来没有在获胜的队伍中”，还曾是一只“Scrub Dog”（意即Loser，失败的狗）[1]。

- 影片中，柯蒂斯·韦尔奇博士（Dr. Curtis Welch）之所以急需人将药物补给运送至诺姆，是因为他的药物储备已完全耗尽。但实际上，是他持有的整个批次的药物，都已过保质期，不再有任何用处。

- 影片中，药物是从阿拉斯加首府朱诺运到尼纳纳的。但实际上，药物是从诺姆东南800英里的安克雷奇运来的。

- 药物在一个300,000单位的气瓶中运输。在影片中，则被装在一个大的方形板条箱中运输。

- 影片中，诺姆感染白喉的居民是18名儿童。但实际上，感染了更多的人，包括成年人。

- 实际上，没有一个赶狗拉雪橇者被打昏。

- 在续集中，Balto成为Jenna的伴侣，他们有一窝小狗长大并继续他们的生活。但实际上，Balto是一只被绝育的狗，因此从未生过一窝。另一边，Togo生了很多窝。

- 在续集中，Balto和他的家人及朋友们继续住在诺姆。但实际上，Balto和他的团队于1927年被送到布鲁克赛德动物园（现为克利夫兰都会公园动物园），在那里度过了他们最后的岁月。Balto一直在那里休息，直到他于1933年3月14日去世，享年14岁。他去世后被制成标本，保存于克利夫兰自然历史博物馆，今天仍然存在。

## 票房
这部电影在首映周末排名第15位，并从总共1,427家影院获得了150万美元的票房。其国内总票房为11,348,324美元，在1995年的G级电影中排名第七。尽管是当年最大的票房遗珠，本片在音像制品销售方面却很成功。强劲的销售促成了两部音像制品续集的发行：《雪地灵犬2》（Balto II: Wolf Quest （页面存档备份，存于））和《雪地灵犬3》（Balto III: Wings of Change （页面存档备份，存于）），但这两部续集都没能像原版电影那样受欢迎。

## 獎項
这部电影获得第17届青年艺术家奖提名，第24届安妮奖包括最佳动画电影在内的5项提名，但都输给了《玩具总动员》。

## 外部連結
- 互联网电影数据库（IMDb）上《Balto》的资料（英文）
- AllMovie上《Balto》的资料（英文）
- 爛番茄上《Balto》的資料（英文）
- Box Office Mojo上《Balto》的資料（英文）
- 開眼電影網上《雪地靈犬》的資料（繁體中文）
- 时光网上《雪地靈犬》的資料（简体中文）
- 豆瓣电影上《雪地靈犬》的資料 （简体中文）

## 參见
- 巴尔托
- 1925年血清运送行动
- 艾迪塔罗德狗拉雪橇比赛
- Togo (dog) （页面存档备份，存于）
- 多哥 (电影)